# Norrbottens läns södra valkrets
Norrbottens läns södra valkrets var vid riksdagsvalen 1911–1920 till andra kammaren en egen valkrets med tre mandat i valen 1911–1917 och fyra mandat i valet 1920. Valkretsen avskaffades vid valet 1921, då hela länet bildade Norrbottens läns valkrets.

## Riksdagsmän

### 1912–vårsessionen 1914
- Paul Hellström, lib s
- Linus Lundström, lib s
- Ernst Hage, s

### Höstsessionen 1914
- Nils Erik Nilsson, lmb
- Linus Lundström, lib s
- Ernst Hage, s

### 1915–1917
- Nils Erik Nilsson, lmb
- Linus Lundström, lib s
- Ernst Hage, s 1915–1916, s vgr 1917

### 1918–1920
- Nils Erik Nilsson, lmb
- Linus Lundström, lib s
- Ernst Hage, s vgr

### 1921
- Nils Erik Nilsson, lmb
- Alfred Lindström, jfg
- Linus Lundström, lib s
- Ernst Hage, s vgr

## Valresultat

### 1917
| Parti                | Parti                                     | Röster         | Röster | Röster | Mandatfördelning | Mandatfördelning |
| Parti                | Parti                                     | Antal          | %      | +− %   | Antal            | +−               |
| -------------------- | ----------------------------------------- | -------------- | ------ | ------ | ---------------- | ---------------- |
|                      | Sveriges socialdemokratiska vänsterparti  | 3 826          | 40,92  | Ny     | 1                | Ny               |
|                      | Allmänna valmansförbundet                 | 2 465          | 26,37  | -1,38  | 1                | 0                |
|                      | Liberala samlingspartiet                  | 2 400          | 25,67  | +1,24  | 1                | 0                |
|                      | Sveriges socialdemokratiska arbetareparti | 658            | 7,04   | -40,77 | 0                | -1               |
|                      | Övriga partier                            | 0              | 0,0    |        | —                | —                |
| Antal giltiga röster | Antal giltiga röster                      | 9 349          | 100,0  |        | 3                |                  |
| Ogiltiga röster      | Ogiltiga röster                           | 48             |        |        |                  |                  |
| Totalt               | Totalt                                    | 9 396 (64,6 %) |        |        |                  |                  |

Allmänna valmansförbundet (M) gick till val med partibeteckningen Bondepartiet.
Liberalerna (L) gick till val med partibeteckningen De frisinnade.
Socialdemokraterna (S) och Socialdemokratiska vänsterpartiet (V) gick till val i en valkartell med partibeteckningen Det arbetande folket.
Varken Jordbrukarnas riksförbund eller Bondeförbundet ställde upp i valet.
Inför valet upptogs 19 510 personer i röstlängden. Av dessa var 14 552 (74,6 %) personer röstberättigade och 4 958 (25,4 %) icke röstberättigade.

### 1920
| Parti                | Parti                                     | Röster         | Röster | Röster | Mandatfördelning | Mandatfördelning |
| Parti                | Parti                                     | Antal          | %      | +− %   | Antal            | +−               |
| -------------------- | ----------------------------------------- | -------------- | ------ | ------ | ---------------- | ---------------- |
|                      | Allmänna valmansförbundet                 | 2 470          | 29,45  | +3,08  | 1                | 0                |
|                      | Sveriges socialdemokratiska vänsterparti  | 2 105          | 25,10  | -15,82 | 1                | 0                |
|                      | Liberala samlingspartiet                  | 1 938          | 23,10  | -2,57  | 1                | +1               |
|                      | Jordbrukarnas Riksförbund                 | 923            | 11,00  | Ny     | 1                | Ny               |
|                      | Sveriges socialdemokratiska arbetareparti | 655            | 7,33   | +0,29  | 0                | 0                |
|                      | Bondeförbundet                            | 337            | 4,02   | Ny     | 0                | Ny               |
|                      | Övriga partier                            | 0              | 0      |        | —                | —                |
| Antal giltiga röster | Antal giltiga röster                      | 8 388          | 100,0  |        | 4                | +1               |
| Ogiltiga röster      | Ogiltiga röster                           | 33             |        |        |                  |                  |
| Totalt               | Totalt                                    | 8 419 (53,9 %) |        |        |                  |                  |

Allmänna valmansförbundet (H) gick till val med partibeteckningen Bondepartiet.
Bondeförbundet (B) och Jordbrukarnas riksförbund (J) gick till val i en valkartell med partibeteckningen Bondeförbundet.
Liberalerna (L) gick till val med partibeteckningen De frisinnade.
Socialdemokraterna (S) gick till val med partibeteckningen Arbetarepartiet.
Socialdemokratiska vänsterpartiet (V) gick till val med partibeteckningen Det arbetande folket.
Inför valet upptogs 21 206 personer i röstlängden. Av dessa var 15 618 personer (73,6 %) röstberättigade och 5 588 (26,4 %) icke röstberättigade.